# هیلی پیرسل
هِیلی پیرسل (به انگلیسی: Hayley Peirsol) (زادهٔ ۹ اوت ۱۹۸۵) شناگر اهل ایالات متحده آمریکا است.
او خواهرِ اِیرن پیرسل، قهرمان نامدارِ شنا، است.